# Lijst van onroerend erfgoed in Wondelgem
Een overzicht van het onroerend erfgoed in Wondelgem. Het onroerend erfgoed maakt deel uit van het cultureel erfgoed in België.
| Object                                       | Erfgoedstatus? | Bouwjaar of architect | Deelgemeente | Adres                    | Coördinaten                  | Nummer? | Afbeelding                                   |
| -------------------------------------------- | -------------- | --------------------- | ------------ | ------------------------ | ---------------------------- | ------- | -------------------------------------------- |
| Goed Ten Oudenvoorde                         |                |                       | Wondelgem    | Twaalfroeden 6-10        | 51° 8' 51" NB, 3° 46' 19" OL | 26922   | Goed Ten Oudenvoorde                         |
| Herenhuis eertijds Lusthof Meulewater        |                |                       | Wondelgem    | Botestraat 52-54         | 51° 5' 16" NB, 3° 42' 24" OL | 26925   | Herenhuis eertijds Lusthof Meulewater        |
| Villa, Les Hêtres                            |                |                       | Wondelgem    | Botestraat 102           | 51° 5' 14" NB, 3° 42' 10" OL | 26926   | Villa, Les Hêtres                            |
| Villa, Ekstermere en hoevegebouwen           |                |                       | Wondelgem    | Botestraat 129           | 51° 4' 59" NB, 3° 41' 46" OL | 26927   | Villa, Ekstermere en hoevegebouwen           |
| Landhuis                                     |                |                       | Wondelgem    | Botestraat 131-133       | 51° 4' 57" NB, 3° 41' 45" OL | 26928   | Landhuis                                     |
| Langgestrekte hoeve                          |                |                       | Wondelgem    | Botestraat 154           | 51° 5' 3" NB, 3° 41' 45" OL  | 26929   | Langgestrekte hoeve                          |
| Hoeve met losstaande bestanddelen            |                |                       | Wondelgem    | Buntstraat 159           | 51° 5' 21" NB, 3° 41' 23" OL | 26930   | Hoeve met losstaande bestanddelen            |
| Landhuis                                     |                |                       | Wondelgem    | Gundlichstraat 12        | 51° 5' 14" NB, 3° 42' 45" OL | 26932   | Landhuis                                     |
| Hoekhuis met de Serafien Van Cauwenbergelaan |                |                       | Wondelgem    | Korte Kerkstraat 5       | 51° 5' 23" NB, 3° 42' 52" OL | 26933   | Hoekhuis met de Serafien Van Cauwenbergelaan |
| Fabriekje Meca Pneumatics                    |                |                       | Wondelgem    | Liefkensstraat 35        | 51° 5' 48" NB, 3° 42' 29" OL | 26934   | Fabriekje Meca Pneumatics                    |
| Kasteeltje Kasteel Morek                     |                |                       | Wondelgem    | Winkelstraat 21-23       | 51° 5' 10" NB, 3° 42' 54" OL | 26935   | Kasteeltje Kasteel Morek                     |
| Kasteel de Ghellinck de Walle                |                |                       | Wondelgem    | Pieter Cieterslaan 28    | 51° 5' 2" NB, 3° 42' 10" OL  | 26936   | Kasteel de Ghellinck de Walle                |
| Villa, Huis Lummerzheim                      |                |                       | Wondelgem    | Schouwingstraat 43       | 51° 6' 4" NB, 3° 42' 35" OL  | 26937   | Villa, Huis Lummerzheim                      |
| Gebouw in Lodewijk XVI-stijl                 | dorpsgezicht   |                       | Wondelgem    | Sint-Markoenstraat 18    | 51° 5' 26" NB, 3° 42' 52" OL | 26938   | Gebouw in Lodewijk XVI-stijl                 |
| Herenhuis 't Groot Huis                      | dorpsgezicht   |                       | Wondelgem    | Sint-Markoenstraat 28    | 51° 5' 26" NB, 3° 42' 50" OL | 26939   | Herenhuis 't Groot Huis                      |
| Parochiekerk Sint-Catharina                  | Monument       |                       | Wondelgem    | Vroonstalledries         | 51° 5' 20" NB, 3° 42' 44" OL | 26940   | Parochiekerk Sint-Catharina                  |
| Pastorie Sint-Catharinaparochie              | Monument       |                       | Wondelgem    | Vroonstalledries 47      | 51° 5' 15" NB, 3° 42' 40" OL | 26943   | Pastorie Sint-Catharinaparochie              |
| Eenvoudige woningen                          |                |                       | Wondelgem    | Vroonstalledries 56-57   | 51° 5' 18" NB, 3° 42' 36" OL | 26944   | Eenvoudige woningen                          |
| Langgestrekte hoeve, Hoeve Lootens           | Monument       |                       | Wondelgem    | Vroonstalledries 66      | 51° 5' 26" NB, 3° 42' 48" OL | 26945   | Langgestrekte hoeve, Hoeve Lootens           |
| Villa met paardenstallen                     |                |                       | Wondelgem    | Vrouwenstraat 81-83      | 51° 5' 17" NB, 3° 41' 27" OL | 26947   | Villa met paardenstallen                     |
| Woning 1520-30, Hoeve Dossche                | Monument       |                       | Wondelgem    | Woestijnegoedlaan 14-16  | 51° 5' 30" NB, 3° 42' 42" OL | 26949   | Woning 1520-30, Hoeve Dossche                |
| Stationsgebouw op de lijn Gent-Eeklo         | Monument       |                       | Wondelgem    | Wondelgemstationplein 36 | 51° 5' 21" NB, 3° 43' 10" OL | 26950   | Stationsgebouw op de lijn Gent-Eeklo         |

## Bouwkundige gehelen
| Object                     | Erfgoedstatus? | Bouwjaar of architect | Deelgemeente | Adres                 | Coördinaten | Nummer? | Afbeelding                 |
| -------------------------- | -------------- | --------------------- | ------------ | --------------------- | ----------- | ------- | -------------------------- |
| Omgeving station Wondelgem | Dorpsgezicht   |                       | Wondelgem    | Wondelgemstationplein |             | 301462  | Omgeving station Wondelgem |

Gent sensu stricto, alfabetisch op straatnaam: A · B · Bu · C · D · E · F · G · H · I · J · K · Ka · Ko · L · M · N · O · P · Q · R · S · Sint · T · UV · W · XYZ

Overige deelgemeenten: Afsnee · Drongen · Desteldonk · Gentbrugge · Ledeberg · Mariakerke · Mendonk · Oostakker · Sint-Amandsberg · Sint-Denijs-Westrem · Sint-Kruis-Winkel · Wondelgem · Zwijnaarde

Lijst van onroerend erfgoed in Oost-Vlaanderen